# رئیس مجلس ملی جمهوری آرتساخ
رئیس مجلس ملی جمهوری آرتساخ (ارمنی: Ազգային ժողովի նախագահ؛ Azgayin zhoghovi naxagah) ریاست مجلس ملی جمهوری آرتساخ را برعهده دارد. تا سال ۱۹۹۵ این سمت رئیس شورای عالی جمهوری قره‌باغ کوهستانی نامیده می‌شد.

## فهرست روسای مجلس ملی
| نگاره                                     | نام                    | پذیرش پست       | ترک پست       | حزب               |
| ----------------------------------------- | ---------------------- | --------------- | ------------- | ----------------- |
|                                           | لئونارد پتروسیان       | ۱۲ سپتامبر ۱۹۹۱ | ۸ ژانویه ۱۹۹۲ | مستقل             |
|                                           | آرتور مکرتچیان         | ۸ ژانویه ۱۹۹۲   | ۱۴ آوریل ۱۹۹۲ | مستقل             |
|                                           | گئورگی پتروسیان (کفیل) | ۱۵ آوریل ۱۹۹۲   | ۱۴ ژوئن ۱۹۹۳  | کنشگر سیاسی مستقل |
|                                           | Karen Baburyan         | ۱۴ ژوئن ۱۹۹۳    | مارس ۱۹۹۶     | مستقل             |
| پرونده:Arthur Tovmasyan (cropped 3x4).jpg | آرتور توماسیان         | مارس ۱۹۹۶       | ۲ دسامبر ۱۹۹۷ | مستقل             |
|                                           | اولگ یسائیان           | ۲ دسامبر ۱۹۹۷   | ۱ ژوئیه ۲۰۰۵  | مستقل             |
|                                           | آشوت غولیان            | ۱ ژوئیه ۲۰۰۵    | ۲۱ مه ۲۰۲۰    | Democratic        |
| پرونده:Arthur Tovmasyan (cropped 3x4).jpg | آرتور توماسیان         | ۲۱ مه ۲۰۲۰      | ۲۹ ژوئیه ۲۰۲۳ | Free Motherland   |
|                                           | داویت ایشخانیان        | ۷ اوت ۲۰۲۳      |               | Free Motherland   |